# Urutopías
Urutopías es el décimo quinto álbum del grupo uruguayo de Art Rock, La Tabaré Banda, lanzado en 2023 a través del sello Bizarro Records, en Vinilo y en las Plataformas digitales. Se trata de una opereta (álbum conceptual), presentada en dos actos y 19 escenas.

## Contexto
El grupo comenzó a ensayar ideas para este álbum a fines del 2019, pero el trabajo se vio truncado por la pandemia de COVID-19, tiempo que Rivero aprovechó para componer nuevas canciones que formarían parte de una Suite, con la intención de ser grabada en un álbum doble.
Al retomar los ensayos se decidió que dicha obra saldría en un solo álbum, titulado “Suite urutopías” (luego simplemente opereta “Urutopías”).
En las plataformas digitales, las 19 escenas (o canciones) vienen separadas, pero en cambio en el vinilo se presentan solo en dos tracks: "Acto 1" y "Acto 2". Un acto de cada lado del LP, ya que las escenas forman parte de un todo conceptual. 
El disco viene acompañado por el cómic o Novela Gráfica "Urutopías", que se puede descargar gratuitamente con un código QR o comprar aparte en formato físico.
Las demás canciones restantes se terminarían de grabar más adelante para un próximo álbum.

## Grabación
El 2, 3, 4 y 5 de junio de 2022 se grabaron las bases (bajo y batería) y luego en el correr de los meses se agregaron los demás instrumentos y las voces. Se masterizó los últimos días del mes de diciembre del mismo año.

## Presentación
Urutopías fue presentado al público el 9 de setiembre de 2023, en La Trastienda de Montevideo.
El comic y vinilo fueron presentados en conferencia por Nicolás Peruzzoy La Tabaré, en el Salón Dorado de la Intendencia de Montevideo, el 3 de octubre del mismo año, en el marco de la 45ª Feria Internacional del Libro de Montevideo.

## Lista de canciones
Todos  los temas pertenecen en letra y música a Tabaré J. Rivero, excepto los indicados.
| Acto 1 (Duración: 20:06) |                                                                                           |          |  |
| N.º                      | Título                                                                                    | Duración |  |
| 1.                       | «Escena 1 - ¡A renacer!»                                                                  |          |  |
| 2.                       | «Escena 2 - La tecnocracia»                                                               |          |  |
| 3.                       | «Escena 3 - La calentura global» (Letra: Jorge “Flaco” Barral – Música: Tabaré J. Rivero) |          |  |
| 4.                       | «Escena 4 - Ágalma»                                                                       |          |  |
| 5.                       | «Escena 5 - Los Melanohpriniscus Montevidensis I»                                         |          |  |
| 6.                       | «Escena 6 - Mujeres desnudas»                                                             |          |  |
| 7.                       | «Escena 7 - El dilema del sapo Darwin»                                                    |          |  |
| 8.                       | «Escena 8 - Catacumbas»                                                                   |          |  |
| 9.                       | «Escena 9 - La euforia *»                                                                 |          |  |
| 10.                      | «Escena 10 - El viejo Satán»                                                              |          |  |

| Acto 2 (Duración: 19:01) |                                                                                         |          |  |
| N.º                      | Título                                                                                  | Duración |  |
| 11.                      | «Escena 11 - Los Melanohpriniscus Montevidensis II»                                     |          |  |
| 12.                      | «Escena 12 - Für den Kapitalismus»                                                      |          |  |
| 13.                      | «Escena 13 - El nuevo orden *»                                                          |          |  |
| 14.                      | «Escena 14 - De ninguna manera»                                                         |          |  |
| 15.                      | «Escena 15 - La meta»                                                                   |          |  |
| 16.                      | «Escena 16 - Bicho’e mal agüero» (Letra: Guillermo Cervetto – Música: Tabaré J. Rivero) |          |  |
| 17.                      | «Escena 17 - ¡A renacer! [Parte 2] con Los Melanohpriniscus Montevidensis III»          |          |  |
| 18.                      | «Escena 18 - La urugutopía»                                                             |          |  |
| 19.                      | «Escena 19 - Ruido de almas (Epílogo)»                                                  |          |  |

Cada músico hizo el arreglo para su instrumento
* "La euforia" y "El nuevo orden" fueron estrenadas en la opereta “La euforia de los derrotados”, escrita por Tabaré J. Rivero y Federico Guerra. Estrenada el 2 de octubre de 2021, en el Teatro Solis e interpretada por la Comedia Nacional y la Orquesta Sinfónica.

## Músicos
- Tabaré J. Rivero: voz
- Leo Lacava: guitarras y coros
- Pamela Cattani: voz y kazoo
- Enzo Spadoni: trombón y coros
- Marcelo “Chelo” Lacava: batería
- José “El Bota” Suárez: bajo

## Músicos invitados
- Andrea Davidovics: voz en “El nuevo orden”
- Alejandra Wolff: voz en “El nuevo orden”
- Jorge "Flaco" Barral: voz en “La calentura global”
- Andrés Burghi: voz en “Catacumbas”
- Guillermo Cervetto: voz en “Bicho ‘e mal agüero”
- Franco Polimeni: arreglos orquestales en “El nuevo orden"
- Sebastián Gagliardi: teclados.

## Ficha técnica
- Grabación, mezcla y masterización: Álvaro “Mono” Reyes
- Producción musical: Alejandro Ferradás
- Ilustraciones de carátula y del comic: Nicolás Peruzzo
- Diseño gráfico: Gonzalo Vivas
- Fotografía: Andrés Silveira
- Producción ejecutiva: Alfonso Carbone y Andrés Burghi
- Mánager: Daniel Andino